# Дубчиці
Ду́бчиці — село в Україні, у Локницькій сільській громаді Вараського району Рівненської області. Населення становить 168 осіб (станом на 2001 рік).

## Географія
Село Дубчиці лежить за 16,6 км на північний захід від районного центру, фізична відстань до Києва — 342,5 км.
| Клімат Дубчиців         | Клімат Дубчиців | Клімат Дубчиців | Клімат Дубчиців | Клімат Дубчиців | Клімат Дубчиців | Клімат Дубчиців | Клімат Дубчиців | Клімат Дубчиців | Клімат Дубчиців | Клімат Дубчиців | Клімат Дубчиців | Клімат Дубчиців | Клімат Дубчиців |
| Показник                | Січ.            | Лют.            | Бер.            | Квіт.           | Трав.           | Черв.           | Лип.            | Серп.           | Вер.            | Жовт.           | Лист.           | Груд.           | Рік             |
| Середній максимум, °C   | −2,4            | −1,2            | 3,7             | 12,4            | 19,2            | 22,7            | 23,7            | 23,0            | 18,2            | 11,9            | 4,9             | 0,0             | 11,3            |
| Середня температура, °C | −5,4            | −4,4            | 0,0             | 7,5             | 13,6            | 17,3            | 18,3            | 17,5            | 13,2            | 7,9             | 2,4             | −2,5            | 7,1             |
| Середній мінімум, °C    | −8,3            | −7,5            | −3,6            | 2,7             | 8,1             | 11,9            | 13,0            | 12,1            | 8,3             | 3,9             | 0,0             | −5              | 3,0             |
| Норма опадів, мм        | 35              | 28              | 28              | 39              | 56              | 82              | 78              | 63              | 56              | 45              | 40              | 41              | 591             |
| ----------------------- | --------------- | --------------- | --------------- | --------------- | --------------- | --------------- | --------------- | --------------- | --------------- | --------------- | --------------- | --------------- | --------------- |
| Джерело:                |                 |                 |                 |                 |                 |                 |                 |                 |                 |                 |                 |                 |                 |

Поблизу села Дубчиці в річку Прип'ять впадає її ліва притока Стохід.

## Населення
Станом на 1989 рік у селі проживало 208 осіб, серед них — 101 чоловік і 107 жінок.
За даними перепису населення 2001 року у селі проживали 168 осіб. Рідною мовою назвали:
| Мова       | Кількість осіб | Відсоток |
| ---------- | -------------- | -------- |
| українська | 168            | 100,00 % |

Населення станом на 1 січня 2007 року становить 143 чоловіки.[джерело?]

## Політика
Голова сільської ради — Заулочний Анатолій Якович, 1955 року народження, вперше обраний у 2006 році. Інтереси громади представляють 12 депутатів сільської ради:
| Партія        | Кількість депутатів | Відсоток |
| ------------- | ------------------- | -------- |
| самовисування | 12                  | 100,00 % |

На виборах у селі Дубчиці працює окрема виборча дільниця, розташована в приміщенні сільського клубу. Результати виборів:
- Парламентські вибори 2002: зареєстровано 124 виборці, явка 97,58 %, найбільше голосів віддано за партію «За єдину Україну!» — 66,94 %, за Блок Віктора Ющенка «Наша Україна» — 8,26 %, за Комуністичну партію України — 6,61 %. В одномандатному окрузі найбільше голосів отримав Олександр Абдуллін (Демократична партія України — партія «Демократичний союз») — 87,60 %, за Віталія Бурму (Комуністична партія України) — 4,13 %, за Віктора Вдовиченка (самовисування) — 1,65 %[11].
- Вибори Президента України 2004 (перший тур): зареєстровано 115 виборців, явка 97,39 %, з них за Віктора Януковича — 70,59 %, за Віктора Ющенка — 12,61 %, за Олександра Мороза — 7,56 %[12].
- Вибори Президента України 2004 (другий тур): зареєстровано 115 виборців, явка 97,39 %, з них за Віктора Януковича — 60,71 %, за Віктора Ющенка — 33,04 %[12].
- Вибори Президента України 2004 (третій тур): зареєстровано 115 виборців, явка 85,22 %, з них за Віктора Януковича — 62,24 %, за Віктора Ющенка — 35,71 %[12].
- Парламентські вибори 2006: зареєстровано 113 виборців, явка 85,84 %, найбільше голосів віддано за Блок Юлії Тимошенко — 31,96 %, за Партію регіонів — 20,62 %, за блок Наша Україна — 11,34 %[13].
- Парламентські вибори 2007: зареєстровано 110 виборців, явка 86,36 %, найбільше голосів віддано за Партію регіонів — 29,47 %, за Блок Юлії Тимошенко — 26,32 %, за блок Наша Україна — Народна самооборона — 20,00 %[14].
- Вибори Президента України 2010 (перший тур): зареєстрований 101 виборець, явка 85,15 %, найбільше голосів віддано за Юлію Тимошенко — 33,72 %, за Віктора Януковича — 27,91 %, за Сергія Тігіпка — 5,81 %[15].
- Вибори Президента України 2010 (другий тур): зареєстровано 99 виборців, явка 86,87 %, з них за Юлію Тимошенко — 59,30 %, за Віктора Януковича — 40,7 %[16].
- Парламентські вибори 2012: зареєстровано 97 виборців, явка 80,41 %, найбільше голосів віддано за Партію регіонів — 55,13 %, за Всеукраїнське об'єднання «Батьківщина» — 25,64 % та Комуністичну партію України — 8,97 %.[17] В одномандатному окрузі найбільше голосів отримав Микола Сорока (Партія регіонів) — 51,25 %, за Сергія Кошина (Всеукраїнське об'єднання «Батьківщина») — 22,50 %, за Василя Яніцького (самовисування) — 13,75 %[18].
- Вибори Президента України 2014: зареєстровано 92 виборці, явка 79,35 %, з них за Петра Порошенка — 38,36 %, за Юлію Тимошенко — 35,62 %, за Сергія Тігіпка — 12,33 %[19].
- Парламентські вибори в Україні 2014: зареєстровано 94 виборці, явка 78,72 %, найбільше голосів віддано за «Громадянську позицію» — 17,57 %, за Всеукраїнське об'єднання «Батьківщина» — 16,22 % та «Народний фронт» — 14,86 %.[20] В одномандатному окрузі найбільше голосів отримав Василь Яніцький (Блок Петра Порошенка) — 40,54 %, за Віктора М'ялика (самовисування) проголосували 18,92 %, за Василя Берташа (самовисування) — 16,22 %[21].
- Вибори Президента України 2019 (перший тур): зареєстровано 88 виборців, явка 79,55 %, найбільше голосів віддано за Юлію Тимошенко — 35,71 %, за Петра Порошенка — 17,14 %, за Олега Ляшка — 17,14 %[22].
- Вибори Президента України 2019 (другий тур): зареєстровано 86 виборців, явка 74,42 %, найбільше голосів віддано за Володимира Зеленського — 70,31 %, за Петра Порошенка — 29,69 %[23].

## Соціальна сфера
У селі є школа І ступеня, фельдшерсько-акушерський пункт, сільський клуб.[джерело?]